# أكين ألكان
أكين ألكان (بالتركية: Akın Alkan)‏ هو لاعب كرة قدم تركي، ولد في 26 يوليو 1989 في أسكدار في تركيا.

## وصلات خارجية
- أكين ألكان على موقع اتحاد تركيا (لاعب) (الإنجليزية)
- أكين ألكان على موقع قاعدة بيانات كرة القدم.إي يو (الإنجليزية)
- أكين ألكان على موقع Soccerway.com (الإنجليزية)